# Myllaena rufescens
Myllaena rufescens är en skalbaggsart som beskrevs av Sharp 1908. Myllaena rufescens ingår i släktet Myllaena och familjen kortvingar. Inga underarter finns listade i Catalogue of Life.